# Velká Hleďsebe
Velká Hleďsebe  (németül Großsichdichfür) község Csehországban a Karlovy Vary-i kerület Chebi járásában. Külső településrészei Klimentov (Klemensdorf), Malá Hleďsebe (Kleinsichdichfür).

## Fekvése
Cheb-től 25 km-re délkeletre fekszik.

## Története
Első írásos említése 1587-ből származik, ekkor a tachaui vár birtoka. II. Rudolf 1606-ban Groß Sichdichfür és Klein Sichdichfür településeket a Schirnding-családnak adományozta. 1623-ban Johann Reinhard és Wilhelm Metternich birtokába került. 1651-ben 217 lakosa volt. Iskoláját 1829-ben alapították. Templomát 1908 és 1911 között építették.  Postahivatalát 1908-ban hozták létre. 1930-ban 1640 lakosa volt.

## Nevezetességek
- Templomát Szent Anna tiszteletére 1911-ben szentelték fel.
- Nepomuki Szent János szobra a templom mellett.
- Temetőkápolnáját 1910-ben építették.

## Népesség
A település népessége az elmúlt években az alábbi módon változott:
| Lakosok száma | 959  | 1464 | 2517 | 1218 | 2214 | 2124 | 2247 | 2330 | 2253 | 2423 |
|               | 1869 | 1890 | 1921 | 1950 | 1980 | 2001 | 2017 | 2019 | 2022 | 2024 |

## Fordítás

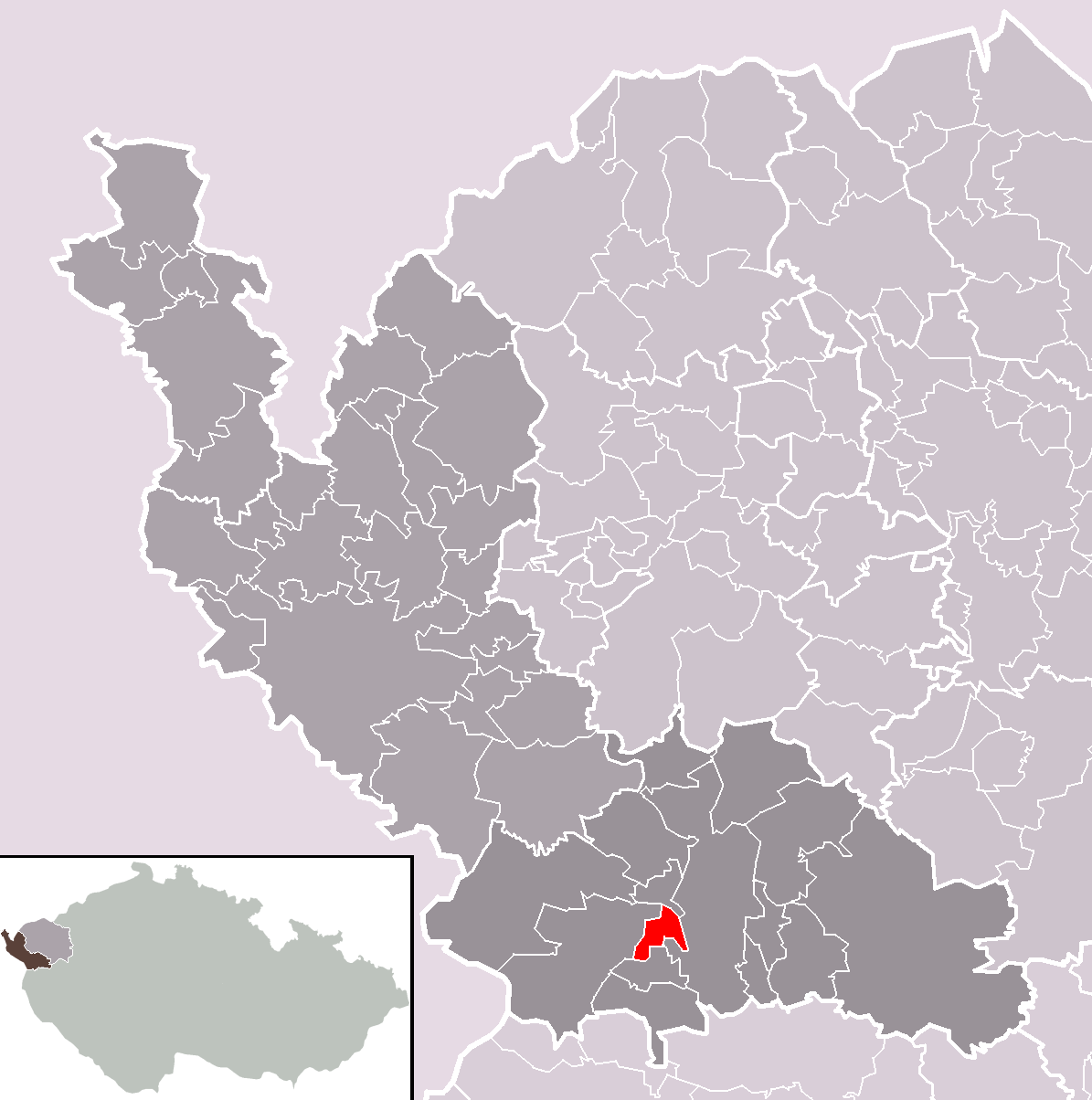
A község közigazgatási területe

- Ez a szócikk részben vagy egészben a Velká Hleďsebe című német Wikipédia-szócikk ezen változatának fordításán alapul.  Az eredeti cikk szerkesztőit annak laptörténete sorolja fel. Ez a jelzés csupán a megfogalmazás eredetét és a szerzői jogokat jelzi, nem szolgál a cikkben szereplő információk forrásmegjelöléseként.